# Echinodium umbrosum
Echinodium umbrosum là một loài Rêu trong họ Echinodiaceae. Loài này được (Mitt.) A. Jaeger miêu tả khoa học đầu tiên năm 1878.